# Minnesota Blue Ox
Die Minnesota Blue Ox waren ein US-amerikanisches Inlinehockeyfranchise aus Minneapolis im Bundesstaat Minnesota. Es existierte von 1995 bis 1999 und nahm an zwei Spielzeiten der professionellen Inlinehockeyliga Roller Hockey International teil. Die Heimspiele des Teams wurden in der Aldrich Arena (1995) und Mariucci Arena (1999) ausgetragen.

## Geschichte
Das Team war vor der Saison 1995 neu gegründet worden, nachdem mit den Minnesota Arctic Blast bereits im Vorjahr ein Franchise aus Minneapolis am RHI-Spielbetrieb teilgenommen hatte, das sich aber schließlich mit der Ligaleitung überworfen hatte. In seiner ersten Saison in der Roller Hockey International qualifizierte sich das Team für die Playoffs um den Murphy Cup und unterlag dort im Conference-Viertelfinale den New Jersey Rockin’ Rollers. Cheftrainer des Teams war der NHL-erfahrene Dennis Maruk. Nach der Saison 1995 traten die Blue Ox aus der Liga aus, bestanden aber weiterhin. Erst zur Saison 1999 trat das Team wieder der Liga bei. Das Team gelangte erneut in der Endrunde bis ins Conference-Halbfinale, verlor aber gegen die Buffalo Wings.
Nach der Saison 1999 wurde das Team aufgelöst.
1995 hatten die Blue Ox einen Zuschauerschnitt von 1185 und fanden sich im Vergleich der anderen Teams auf dem zweitletzten Platz wieder. Der Zuschauerkrösus Anaheim Bullfrogs hatte einen Schnitt von 10038, während lediglich 1178 Zuschauer die Spiele der Orlando Rollergators besuchen wollten. Im Spieljahr 1999 mussten die Blue Ox jedoch einen deutlichen Rückgang der Zuschauerzahlen hinnehmen, lediglich 304 Besucher im Schnitt wollten sich die Spiele anschauen.
Die Teamfarben waren in der Saison 1995 Rot und Schwarz, später Blau, Gelb, Grau und Schwarz.

## Saisonstatistik
Abkürzungen: Sp = Spiele, S = Siege, N = Niederlagen, U = Unentschieden, OTN = Niederlagen nach Overtime oder Shootout, Pkt = Punkte, T = Erzielte Tore, GT = Gegentore
| Saison | Sp                              | S                               | N                               | U                               | OTN                             | Pkt                             | T                               | GT                              | Platz                           | Playoffs                                                 |
| 1995   | 24                              | 13                              | 11                              | 0                               | –                               | 26                              | 175                             | 209                             | 2., Central                     | Niederlage im Conference-Viertelfinale, 0:2 (New Jersey) |
| 1996   | keine Teilnahme am Spielbetrieb | keine Teilnahme am Spielbetrieb | keine Teilnahme am Spielbetrieb | keine Teilnahme am Spielbetrieb | keine Teilnahme am Spielbetrieb | keine Teilnahme am Spielbetrieb | keine Teilnahme am Spielbetrieb | keine Teilnahme am Spielbetrieb | keine Teilnahme am Spielbetrieb | keine Teilnahme am Spielbetrieb                          |
| 1997   | keine Teilnahme am Spielbetrieb | keine Teilnahme am Spielbetrieb | keine Teilnahme am Spielbetrieb | keine Teilnahme am Spielbetrieb | keine Teilnahme am Spielbetrieb | keine Teilnahme am Spielbetrieb | keine Teilnahme am Spielbetrieb | keine Teilnahme am Spielbetrieb | keine Teilnahme am Spielbetrieb | keine Teilnahme am Spielbetrieb                          |
| 1998   | Saison nicht ausgetragen        | Saison nicht ausgetragen        | Saison nicht ausgetragen        | Saison nicht ausgetragen        | Saison nicht ausgetragen        | Saison nicht ausgetragen        | Saison nicht ausgetragen        | Saison nicht ausgetragen        | Saison nicht ausgetragen        | Saison nicht ausgetragen                                 |
| 1999   | 26                              | 11                              | 15                              | –                               | 0                               | 22                              | 159                             | 197                             | 3., Eastern                     | Niederlage im Conference-Halbfinale, 3:8 (Buffalo)       |

## Bekannte Spieler
- Cory Laylin
- Dennis Maruk